# Métodos eletroanalíticos
Os métodos eletroanalíticos são uma classe de técnicas em química analítica que estudam um analito medindo atensão elétrica e/ou a corrente elétrica em uma célula eletroquímica que o contém. Esses métodos podem ser divididos em várias categorias, dependendo de quais aspectos da célula são controlados e quais são medidos. As três categorias principais são potenciometria (medida da diferença de potencial do eletrodo), coulometria (medida da corrente da célula ao longo do tempo) e voltametria (medida da corrente da célula durante alteração ativa do seu potencial).

## Potenciometria
A potenciometria mede passivamente o potencial de uma solução entre dois eletrodos, afetando irrisoriamente a solução durante o processo. Um eletrodo é chamado de eletrodo de referência e tem potencial constante, enquanto o outro é um eletrodo indicador cujo potencial muda com a composição da amostra. Com isso, a diferença de potencial entre os dois eletrodos fornece uma avaliação da composição da amostra. Na verdade, como a medição potenciométrica é uma medição não destrutiva, supondo que o eletrodo esteja em equilíbrio com a solução, mede-se o potencial da solução. A potenciometria geralmente usa eletrodos indicadores tornados seletivamente sensíveis ao íon de interesse, como o flúor em eletrodos seletivos de flúor, de forma que o potencial dependa exclusivamente da atividade desse íon de interesse. O tempo que o eletrodo leva para estabelecer o equilíbrio com a solução afeta a sensibilidade ou precisão da medição. Em ambientes aquáticos, a platina é frequentemente usada devido à sua alta cinética de transferência de elétrons, embora um eletrodo feito de vários metais possa ser usado para melhorar esse aspecto cinético. O eletrodo potenciométrico mais comum é o eletrodo de membrana de vidro usado em um medidor de pH.
Uma variante da potenciometria é a cronopotenciometria, que consiste em usar uma corrente constante na célula e medir o seu potencial em função do tempo. Foi idealizado por Weber.

## Coulometria
A coulometria usa corrente ou potencial aplicado para modificar o estado de oxidação de um analito. Nesses experimentos, a corrente total é medida direta ou indiretamente para determinar o número de elétrons transmitidos. Saber essa quantidade pode indicar a concentração do analito ou, quando a concentração for conhecida, indicar o número de elétrons transferidos na reação redox. Formas comuns de coulometria incluem eletrólise em massa, também conhecida como coulometria potenciostática ou coulometria de potencial controlado, bem como uma variedade de titulações coulométricas.

## Voltametria
A voltametria aplica um potencial constante e/ou variável sobre a superfície de um eletrodo e mede a corrente resultante com um sistema de três eletrodos. Esse método pode revelar o potencial de redução de um analito, bem como sua reatividade eletroquímica. Ele é não destrutivo, uma vez que apenas uma pequena quantidade do analito é consumida na superfície bidimensional dos eletrodos de trabalho e auxiliar. Na prática, a solução do analito é geralmente descartada, uma vez que é difícil separar o analito do eletrólito bruto e, em geral, o experimento requer uma pequena quantidade de analito. Um experimento comum pode envolver 1–10 mL de solução com uma concentração do analito entre 1 e 10 mmol/L. Eletrodos quimicamente modificados são empregados para análise de amostras orgânicas e inorgânicas.

### Polarografia
Polarografia é uma subclasse da voltametria que usa um eletrodo de mercúrio como eletrodo de trabalho.

### Amperometria
A amperometria configura o conjunto de técnicas eletroquímicas em que uma corrente é medida em função de uma variável independente que é, tipicamente, o tempo ou o potencial do eletrodo. A cronoamperometria é a técnica em que a corrente é medida sob um potencial fixo em momentos distintos desde o início da polarização. A cronoamperometria é tipicamente realizada com a solução em repouso e com um eletrodo fixo, ou seja, em condições experimentais que evitem a convecção à medida que a massa é transferida para o eletrodo. Já a voltametria é uma subclasse da amperometria, na qual a corrente é medida variando-se o potencial aplicado ao eletrodo. De acordo com a forma de onda que descreve a variação do potencial em função do tempo, as diferentes técnicas voltamétricas são definidas. 